# Pavonia spiciformis
Pavonia spiciformis är en malvaväxtart som beskrevs av A. Krapovickas. Pavonia spiciformis ingår i släktet påfågelsmalvor, och familjen malvaväxter. Inga underarter finns listade i Catalogue of Life.